# Корнилов-Другов, Василий Георгиевич
Василий Георгиевич Корнилов-Другов (1902 год — 18 сентября 1942 года) — генерал-лейтенант РККА, участник Великой Отечественной войны.

## Биография
Василий Корнилов-Другов родился в 1902 году. Участник Гражданской войны. В 1919 году окончил Рязанские пехотные курсы.
Перед войной генерал-майор Корнилов-Другов преподавал в Военной академии имени М. В. Фрунзе, руководил её научно-исследовательским отделом. Защитил диссертацию на соискание учёной степени кандидата военных наук.
В 1940—1942 командующий артиллерией Дальневосточного фронта. С 2 апреля 1940 года — комбриг, с 4 июня 1940 года генерал-майор артиллерии.
9 ноября 1941 года ему было присвоено звание генерал-лейтенанта артиллерии.
В 1942 заместитель командующего артиллерией РККА.
Погиб при бомбёжке (по другим данным, при артобстреле) на Сталинградском фронте 18 сентября 1942 года.
Похоронен на Новодевичьем кладбище Москвы.

## Награды
Был награждён орденом Ленина.